# 1990年梅竹賽
民國79年（1990年）庚午梅竹賽為第二十二屆國立清華大學與國立交通大學之間的梅竹賽，於該年3月3日至3月10日舉行。本屆賽事由國立清華大學主辦，國立交通大學協辦。賽事結果，國立清華大學以8比3取得本屆賽事總錦標。
本屆賽事於2月3日敲定所有比賽項目，與前一年一樣維持12項正式賽。於賽前展開一系列梅竹電影義演、梅竹回顧演講、梅竹之愛演場會，2月27日舉辦祭鼓活動。3月3日由兩校校長主持開幕式，賽事期間於交大中正堂前設立電視牆報導、轉播比賽。本屆賽事原定於3月5日閉幕，由於棒球項目因雨延賽至3月10日，3月10日晚間於清華大學體育館舉行閉幕式，閉幕式完畢後並舉辦聯歡舞會。

## 賽事結果

### 正式賽
| 項目   | 比賽日期      | 勝隊 | 備註                         |
| ------ | ------------- | ---- | ---------------------------- |
| 桌球   | 1990年3月3日  | 交大 | 3：1，交大勝                 |
| 羽球   | 1990年3月3日  | 清大 | 4：3，清大勝                 |
| 橋藝   | 1990年3月4日  | 清大 | 77：43，清大勝               |
| 棋藝   | 1990年3月4日  | 交大 | 24：16，交大勝               |
| 網球   | 1990年3月4日  | 清大 | 3：2，清大勝                 |
| 國辯   | 1990年3月4日  | 交大 | 5：3，交大勝                 |
| 女籃   | 1990年3月4日  | 清大 | 32：17，清大勝               |
| 男籃   | 1990年3月4日  | 清大 | 49：46，清大勝               |
| 足球   | 1990年3月5日  | 清大 | 1：0，清大勝                 |
| 男排   | 1990年3月5日  | 清大 | 2：0，清大勝                 |
| 女排   | 1990年3月5日  | 清大 | 2：0，清大勝                 |
| 棒球   | 1990年3月10日 |      | 3：3，平手，未記點           |
| 總錦標 |               | 清大 | 清大以8：3取得本屆賽事總錦標 |